# Edgar Jiménez
Edgar Hernan Jiménez González (Ciudad Guayana, Estado Bolívar, Venezuela; 19 de septiembre de 1984) es un futbolista venezolano que juega como centrocampista y actualmente se encuentra sin equipo.

## Títulos
Torneos Nacionales:
- 2006/07 - Campeón - Primera División (Caracas FC)
- 2007 - Campeón - Torneo Apertura (Caracas FC)
- 2008/09 - Campeón - Primera División (Caracas FC)
- 2009 - Campeón - Torneo Clausura (Caracas FC)
- 2009 - Campeón - Copa Venezuela (Caracas FC)

## Copa Libertadores
- Jugó la Copa Libertadores de 2006 con Caracas FC
- Jugó la Copa Libertadores de 2007 con Caracas FC
- Jugó la Copa Libertadores de 2008 con Caracas FC
- Jugó la Copa Libertadores de 2009 con Caracas FC
- Jugó la Copa Libertadores de 2010 con Caracas FC
- Jugó la Copa Libertadores de 2011 con Caracas FC
- Jugó la Copa Libertadores de 2012 con Caracas FC

En el partido de primera fase para clasificar a fase de grupos de la Copa Libertadores 2012 contra Peñarol en Montevideo, a los 27 minutos tenía la chance de anotar el primer gol del partido de tiro penal, el cual fue contenido por el arquero Fabián Carini. El partido terminó 4-0 a favor de Peñarol.

## Selección nacional
- Formó parte de convocatoria para el amistoso previo a las eliminatorias suramericanas en 2007 contra Paraguay bajo el mando de Richard Paez y trabajó en los primeros módulos de la selección de Cesar Farias en 2008 jugando un amistoso contra la selección de Haití.